# 슈가큐브스
슈가큐브스(The Sugarcubes)는 아이슬란드에서 결성된 얼터너티브 록 밴드다. 1992년 해체하였다.
비요크가 데뷔 전 몸담았던 그룹이기도 하다. 시규어 로스가 등장하기 전까지 아이슬란드에서 국내외적으로 가장 영향력 있는 밴드였다.

## 멤버
- 비외르크 그뷔드민스도티르 (Björk Guðmundsdóttir) - 메인 보컬, 키보드
- 에이나르 외르든 베네딕츠손 (Einar Örn Benediktsson) - 보컬, 트럼펫, 후글혼(Flugelhorn)
- 식트리귀르 발뒤르손 (Sigtryggur Baldursson) - 드럼
- 프리드리크 에르들링손 (Fridrik Erlingsson) - 기타
- 소르 엘돈 (Þór Eldon) - 기타
- 브라이이 올라프손 (Bragi Ólafsson) - 베이스
- 마르그리에트 외르드놀프스도티르 (Margrét Örnólfsdóttir) - 키보드 (아이너 멜락스의 탈퇴로 1989년에 영입)
- 에이나르 멜락스 (Einar Melax) - 키보드 (1989년 탈퇴)

## 앨범
- Life's Too Good (1988)
- Here Today, Tomorrow Next Week! (1989)
- Stick Around for Joy (1992)
- It's-It (리믹스 앨범) (1992)
- The Great Crossover Potential (베스트 앨범) (1998)